# Controllo automatico dell'esposizione
Il sistema di Controllo Automatico dell'Esposizione (AEC, Automatic Exposure Control) è un dispositivo per l'interruzione dell'esposizione dei raggi X. Utilizzato nella radiologia, è costituito da un rivelatore posizionato tra il paziente e il sistema di rilevazione d'immagine radiografica e permette di calcolare (grazie a rivelatori costruiti generalmente mediante camere di ionizzazione o a stato solido) il quantitativo di radiazione all'uscita del corpo del paziente. Tarato a seconda delle esigenze, una volta raggiunta la dose voluta di raggi-X, il circuito blocca la produzione di raggi da parte del tubo radiogeno.
Le radiografie ottenute con questo sistema sono nettamente di migliore qualità rispetto a quelle senza il suo utilizzo. Il corretto utilizzo può portare ad un'esposizione molto più veloce e quindi diminuire gli artefatti dovuti ai movimenti del paziente.